# Municipio de Paracho
El municipio de Paracho es uno de los 113 municipios en que se encuentra dividido para su régimen interior el estado mexicano de Michoacán de Ocampo. Su cabecera es la población de Paracho de Verduzco y se encuentra localizado en el extremo noroeste del estado.

## Medio físico

### Localización
Se localiza al noroeste del Estado, en las coordenadas 19°39' de latitud norte y 102°03' de longitud oeste, a una altitud de 2200 m sobre el nivel del mar. Limita al norte con Cherán y Chilchota, y al este con Nahuatzen, al sur con Uruapan y al oeste con Charapan. Su distancia a la capital del Estado es de 158 km.

### Extensión
Su superficie es de 244.22 km² y representa un 0.41 % del total del Estado.

### Orografía
Su relieve lo constituyen el sistema volcánico transversal, la Sierra de Paracho y los cerros de Marijuata, Tamapujuata, Chato y Quinceo.

### Hidrografía
No hay corrientes pluviales ni manantiales, únicamente arroyos de temporal.

### Clima
Su clima es templado frío con lluvias la mayoría del año. Tiene una precipitación pluvial anual de 1100 mm. Las temperaturas oscilan entre -5.0 °C y 14.0 °C en invierno, y entre 12 °C y 24 °C en verano.

### Principales ecosistemas
En el municipio predominan los bosques de coníferas, con oyamel y pino; el bosque mixto, con pino y encino.

### Recursos naturales
La superficie forestal maderable, es ocupada por pino, encino y oyamel; la no-maderable es ocupada por matorrales.

### Características y uso del suelo
Los suelos del municipio datan de los periodos cenozoico, terciario inferior y eoceno, corresponden principalmente a los del tipo podzólico. Su uso es primordialmente forestal y en menor proporción ganadero y agrícola.

## Demografía
Según el Censo General de Población y Vivienda 1990, en el municipio habitan 9842 personas que hablan alguna lengua indígena, y de las cuales 4691 son hombres y 5151 son mujeres. La lengua indígena que se habla es el p'urhépecha.

### Evolución demográfica
En el municipio indígena de Paracho en 1990, la población representaba el 0.8 % del total del Estado.
En 1995, se tiene una población de 30 751 habitantes, su tasa de crecimiento es del 1.87 % anual y la densidad de población es de 94 habitantes por kilómetro cuadrado. El número de mujeres es relativamente mayor al de los hombres.
En 2010 el total de la población aumentó a 34 721 habitantes según datos de INEGI.

### Localidades
En el censo de 2020 el municipio de Paracho contaba con 20 localidades.
| Código INEGI    | Localidad               | Población (2020) |
| --------------- | ----------------------- | ---------------- |
| 160650001       | Paracho de Verduzco     | 21 215           |
| 160650006       | Nurio                   | 4 299            |
| 160650008       | Quinceo                 | 3 191            |
| 160650005       | Cherán Atzicuirín       | 2 942            |
| 160650002       | Ahuirán                 | 2 147            |
| 160650003       | Aranza                  | 1 950            |
| 160650009       | Santa María Urapicho    | 1 933            |
| 160650007       | Pomacuarán              | 1 779            |
| 160650004       | Arato                   | 105              |
| 160650041       | Número Sesenta y Nueve  | 56               |
| 160650012       | Rancho de Don Ramiro    | 8                |
| 160650031       | Nazaret                 | 6                |
| 160650021       | Rancho Barriga          | 5                |
| 160650030       | Rancho Ottón Caro       | 5                |
| 160650061       | Cerro del Águila        | 3                |
| 160650025       | Rancho Hernández        | 2                |
| 160650028       | Rancho Mercado          | 2                |
| 160650039       | Club Cinegético Morelos | 2                |
| 160650046       | Rancho González         | 2                |
| 160650063       | La Orilla               | 2                |
| Total municipal | Total municipal         | 39 657           |

## Gobierno

### Cabecera Municipal
Paracho de Verduzco.
Se localiza a 158 km de la capital del Estado. Cuenta con 21215 habitantes.

### Principales Localidades
Ahuiran.
Se localiza a 3 km de la cabecera municipal. Su actividad económica es la agricultura y la explotación forestal. Cuenta con 2393 habitantes.
Nurio.
Se localiza a 16 km de la cabecera municipal. Su principal actividad económica es la explotación forestal. Cuenta con 3234 habitantes.
Pomacuaran.
Se localiza a 10 km de la cabecera municipal. Su principal actividad económica es la agricultura. Cuenta con 1375 habitantes.
Aranza.
Se localiza a 2 km de la cabecera municipal. Su principal actividad económica es la agricultura. Cuenta con 1813 habitantes.

#### Caracterización del ayuntamiento
Ayuntamiento 2015-2018
Presidente Municipal
1 Síndico
6 Regidores de Mayoría Relativa
4Regidores de Representación Proporcional.
Principales comisiones del ayuntamiento:
De Planeación y Programación 1.er. Regidor
de Educación y Cultura. 2o. Regidor
De Salubridad y Asistencia 3.er. Regidor de Urbanismo y Obras Públicas 4o. Regidor
De Asuntos Agropecuarios y Pesca 1.er. Regidor de Representación Proporcional de Industria y Comercio 2o. Regidor de Representación Proporcional
De Ecología 3.er. Regidor de Representación Proporcional

### Organización y estructura
Secretaría del Ayuntamiento.- Sus funciones son: Secretario de Actas del Ayuntamiento, Atención de Audiencia, Asuntos Públicos, Junta Municipal de Reclutamiento, Acción Cívica, Jurídico y Aplicación de Reglamentos, Archivo y Correspondencia, Educación, Cultura, Deportes, Salud y Trabajo Social.
Tesorería.- Sus funciones son: Ingresos, Egresos, Contabilidad, Auditorías Causantes, Coordinación Fiscal, Recaudación en Mercados y Recaudación en Rastros.
Urbanismo y Obras Públicas.- Sus funciones son: Parques y Jardines, Edificios Públicos, Urbanismo, Mercados, Transporte Público, Rastro, Alumbrado y Limpia.
Desarrollo Social Municipal.- Sus funciones son: Planeación y Ejecución del Programa del Ramo 026, Deserción Escolar, Fondo de Desarrollo Social Municipal, Apoyo a la Producción y Reforestación.
Seguridad Pública.- Sus funciones son: Policía, Tránsito y Centro de Readaptación Municipal.
Oficialía Mayor.- Sus funciones son: Personal, Adquisiciones, Servicios Generales, Almacén y Talleres.
D.I.F.- Sus funciones son: Asistencia Social.
Oficina de Agua Potable.- Sus funciones son: Agua Potable y Alcantarillado.

#### Autoridades auxiliares
La Administración Pública Municipal fuera de la Cabecera Municipal, está a cargo de los Jefes de Tenencia o Encargados del Orden, quienes son electos en plebiscito, durando en su cargo 3 años.
En el municipio indígena de Paracho existen 8 Jefes de Tenencia y 2 Encargados del Orden, quienes ejercen principalmente las siguientes funciones:
Avisar al Presidente Municipal, de cualquier alteración que adviertan en el orden público.
Conformar el pódium de habitantes de su demarcación.
Cuidar de la limpieza y aseo de los sitios públicos y buen estado de los caminos vecinales y carreteros.
Procurar el establecimiento de escuelas.
Dar parte de la aparición de siniestros y epidemias.
Aprehender a los delincuentes, poniéndolos a disposición de las autoridades competentes.

#### Regionalización política
Pertenece al Distrito Electoral Federal IX con cabecera en Uruapan y al Distrito Electoral Local XIV con cabecera en Los Reyes.

#### Reglamentación municipal
Reglamento Interior del H. Ayuntamiento.
Reglamento de Salud.
Reglamento de Espectáculos.
Reglamento de Bebidas Alcohólicas.
Bando Municipal.

#### Cronología de Presidentes Municipales
- 1999-2001 Martín Janacua Escobar (PRD)
- 2002-2004 Marco Antonio Torres Piña (PRD-PT-PVEM-PAS-PSN-Convergencia)
- 2005-2007 Medardo Alejo Ambrosio (PRI-PVEM)
- 2008-2011 Ramón Medina Elías (PRI-PVEM)
- 2012-2015 Nicolás Zalapa Vargas (PRD-PT-MC)
- 2015-2017 Stalin Sánchez González (PRD-PT)
- 2018-2021 José Manuel Caballero Estrada (PVEM)